# Goniothalamus carolinensis
Goniothalamus carolinensis är en kirimojaväxtart som beskrevs av Ryozo Kanehira. Goniothalamus carolinensis ingår i släktet Goniothalamus och familjen kirimojaväxter. Inga underarter finns listade i Catalogue of Life.